# Gregorio González Arranz
Gregorio González Arranz, (Roa (Burgos) 25 de mayo de 1788 - Mortagne-au-Perche, Francia, 1868) fue hacendado y militar. De ideas absolutistas durante el régimen de Fernando VII, perseguido durante el trienio liberal, fue odiado por los liberales al haber sido como alcalde de Roa el encargado de la ejecución de Juan Martín Díez, «El Empecinado». Defensor tras la muerte de Fernando VII de la legitimidad del infante Carlos María Isidro de Borbón, se integró en el bando carlista durante la primera guerra carlista. Exiliado en Francia, habiendo perdido todos sus bienes, vivió allí socorrido por los legitimistas franceses.

## Juventud
Nació en Roa (Burgos) el 25 de mayo de 1788. Su padre era un rico hacendado y al morir en 1807, su hijo Gregorio tuvo que hacerse cargo de «...sus muchos negocios y caudal, compuesto por viñas, lagares, tierras de labor...».
Durante la Guerra de la Independencia, los guerrilleros que actuaban en la región del Duero, Jerónimo Merino y Juan Martín Díez, El Empecinado, trataron de alistarlo en sus tropas, pero su madre consiguió librarlo a cambio de pagos. Estos hechos resultaron ser tan gravosos que decidió casarse en 1811, obteniendo así la licencia absoluta. Con las capitulaciones establecidas entre su madre y los padres de su mujer «...comprendiendo bastantes tierras, viñas, lagar, bueyes, etc., y bastante metálico...me colocaron en la situación de ser uno de los vecinos principales de la villa».
Merino luchaba contra los franceses defendiendo una monarquía absoluta en tanto que El Empecinado lo hacía por una constitucional. Cada uno de estos jefes reclutaba en los pueblos a los jóvenes que estaban adoctrinados con la idea que ellos defendían. A su vez, las exacciones para mantener a sus tropas las exigían especialmente a los pudientes que ostentaban posición política contraria. Con ello eran de los que estaban creando el embrión que había de hacer las dos Españas.

## Reinado de Fernando VII
En 1820 era uno de los cuatro terratenientes más ricos de la localidad, siendo él y otro de ideas absolutistas y constitucionales los otros dos. En 1820 fue nombrado, muy a pesar suyo, ya que ello le quitaba tiempo para atender a la administración de sus bienes, regidor de Roa y su comarca. «Mi completa ruina y la desgracia de toda mi familia dimana de este cargo de regente, porque fue la causa originaria de la implacable persecución que desde entonces sufrí por parte de los liberales».

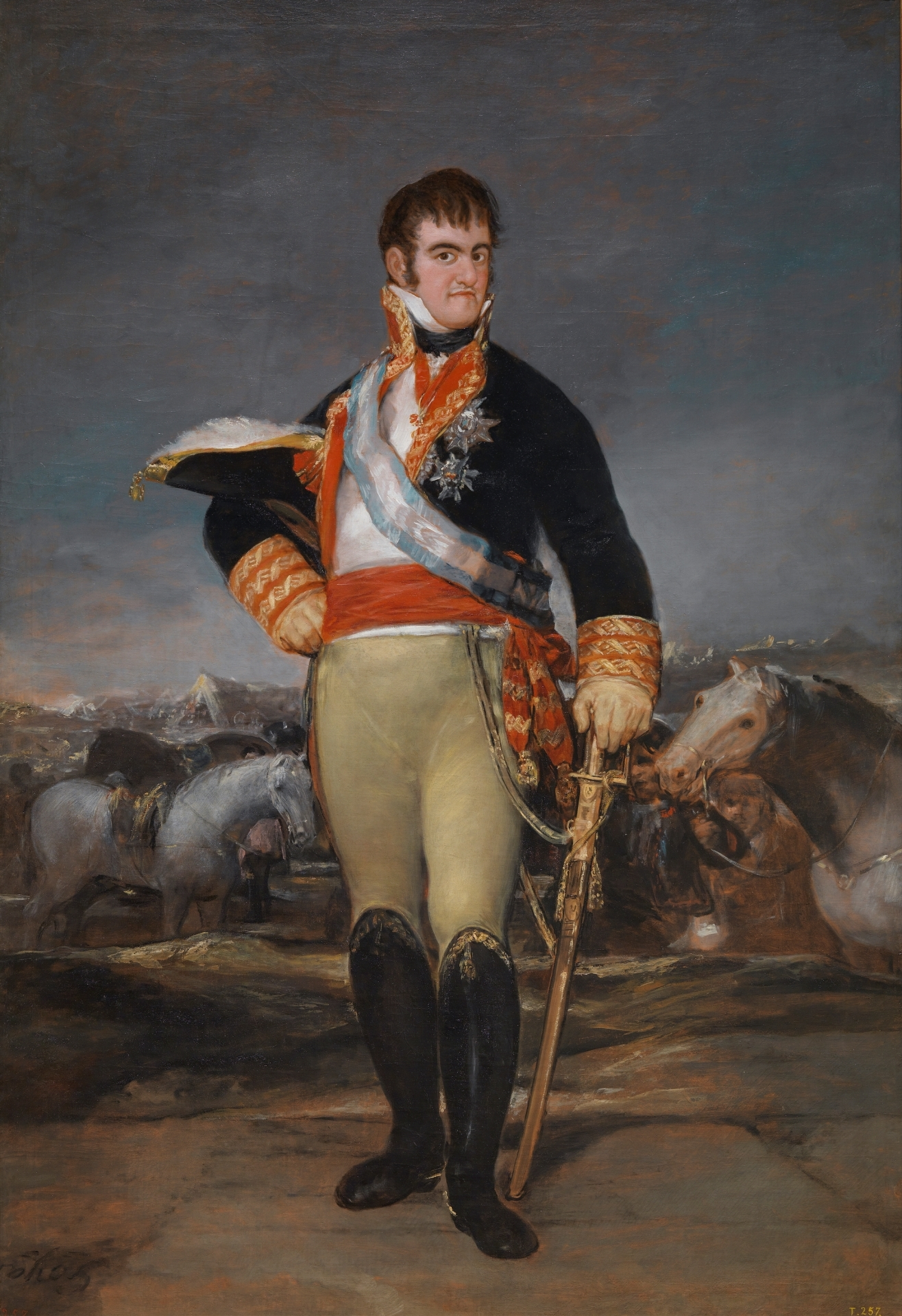
Fernando VII. Óleo de Francisco de Goya.

En marzo de ese mismo año se promulgó de nuevo la Constitución, hubo elecciones y perdió su cargo de regidor, comenzando a tener problemas con los elementos liberales de la población y su comarca, ya que en ella se enfrentaban fuerzas absolutistas y liberales con especial rigor. El 26 de abril de 1823 se presentó en la localidad una tropa que dependía del absolutista Merino, siendo repuesto como regidor. Comenzó eliminando de la Plaza Mayor la lápida de "Plaza de la Constitución", mandó recoger las armas que poseían los liberales y estableció el Batallón de Voluntarios Realistas de Roa. Trabajó tanto que: «Durante este periodo de tiempo, fueron tantas mis obligaciones... que en tres meses no entré por las puertas de mi casa. En la del amigo más cercano, allí donde la necesidad me apremiaba, tomaba los alimentos, pues sin cesar tenía que estar ojo alerta».

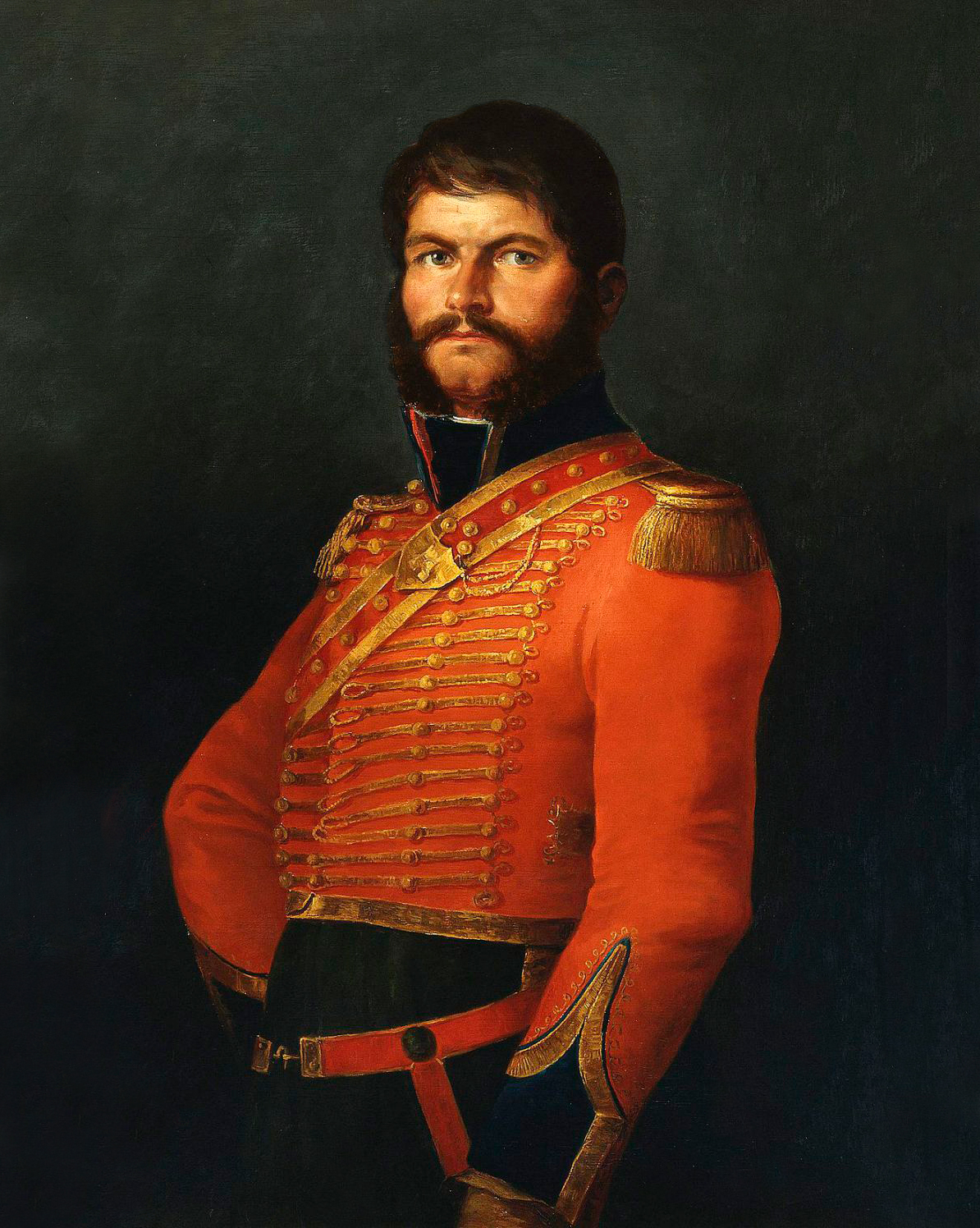
Juan Martín Díez, El Empecinado. Óleo de Francisco de Goya.

Había sido nombrado corregidor Domingo Fuentenebro que dadas sus continuas ausencias para estar en contacto con la Real Chancillería de Valladolid, delegaba en él sus funciones, con lo cual fue adquiriendo gran peso político. En el mes de noviembre de 1823 le llegaron noticias de que El Empecinado se acercaba a las tierras de Roa, por lo que se puso a la cabeza de los voluntarios realistas de la comarca, comenzando la persecución del antiguo guerrillero. Encontrándose en Nava de Roa, su tropa se lo trajo preso junto con sesenta de sus hombres. Los condujo a Roa «...haciendo marchar al Empecinado a pie, delante de mi caballo y llevando yo el cabo de la cuerda con que tenía amarrados los brazos». Llegaron a Roa y «Millares de almas llenaban las calles del pueblo y se asomaban a los balcones y ventanas para ver la llegada de los presos. Lo que más nos sorprendió fue que sin orden del corregidor ni mía, nos encontramos con que en medio de la plaza Mayor habían levantado un tablado muy alto...siendo tan demasiadas y furiosas las voces y exclamaciones, que me vi. obligado a subirle al tablado, acompañándole». Luego los encerró, esperando órdenes del corregidor. Los presos deberían haber sido entregados a la jurisdicción militar y juzgados por la Real Chancillería de Valladolid, pero Fuentenebro, enemistado desde hacía tiempo con el detenido, comunicó directamente la noticia de la captura a Fernando VII, el cual le nombró comisionado regio, ordenando que los presos fuesen juzgados en Roa. La sentencia del 20 de abril de 1825 fue comunicada al rey, que la aprobó, condenando al Empecinado a ser ahorcado en la Plaza Mayor de Roa. Llegada esta noticia, «...ya no volvió más por Roa el señor Fuentenebro y su señora también abandonó la villa...». De los preparativos para la ejecución y de esta misma que se llevó a cabo el 20 de agosto de 1825, quedó por ello encargado exclusivamente González Arranz, siendo marcado para siempre como «el asesino de El Empecinado».
González Arranz había enviudado en 1822 y volvió a casarse en 1824, pero su nueva mujer falleció poco después. Al año siguiente cesó como alcalde, dedicándose plenamente a sus negocios. Pero comenzó a tener graves problemas con las comprobaciones de las cuentas de los años en las que había permanecido en el cargo que ocasionaron pleitos que duraron hasta 1829, causándole pérdidas al no poder justificar pagos realizados durante su mandato, debiendo cubrirlos con su patrimonio. Un año antes «...cuando notando notables pérdidas en el comercio, descuido en mis hijos y desgobierno en mi casa, decidí poner remedio contrayendo nuevo matrimonio...». Solucionados los pleitos por las cuentas del ayuntamiento, fue nombrado Superintendente General del Reino y Tasador de los daños en montes y plantíos de la Subdelegación de Roa, así como elegido en votación secreta Mayordomo del Cabildo de la iglesia Colegial de Roa. El desempeño del primer cargo «...me ocupaba bastantes días, en que por mandato judicial, recorría los montes apreciando los daños, lo que me servía de distracción y me proporcionaba algún provecho». Por el otro, «La dotación de la mayordomía se reducía a percibir de las rentas y diezmos de la Colegial igual cantidad que si fuese un canónigo, más doce cántaras de vino y doce fanegas de trigo al año y diez reales de dietas por cada día que permaneciese fuera de la villa ocupado en el servicio de la Colegial».
Pero su futuro había de ser muy penoso dada su fidelidad al absolutismo de Fernando VII y por haber dado curso al ahorcamiento de El Empecinado, ya que, según él mismo dice de Roa «...en España no ha existido nunca un pueblo más decidido por la Constitución, ni que más odiase al Gobierno del rey absoluto...».

## Primera guerra carlista
El 29 de septiembre de 1833 falleció Fernando VII, dejando heredera al trono de España a su hija Isabel II, pero los partidarios de su hermano Carlos María Isidro de Borbón proclamaron a este como rey. Hubo levantamientos y se inició una guerra que no terminaría hasta 1840.

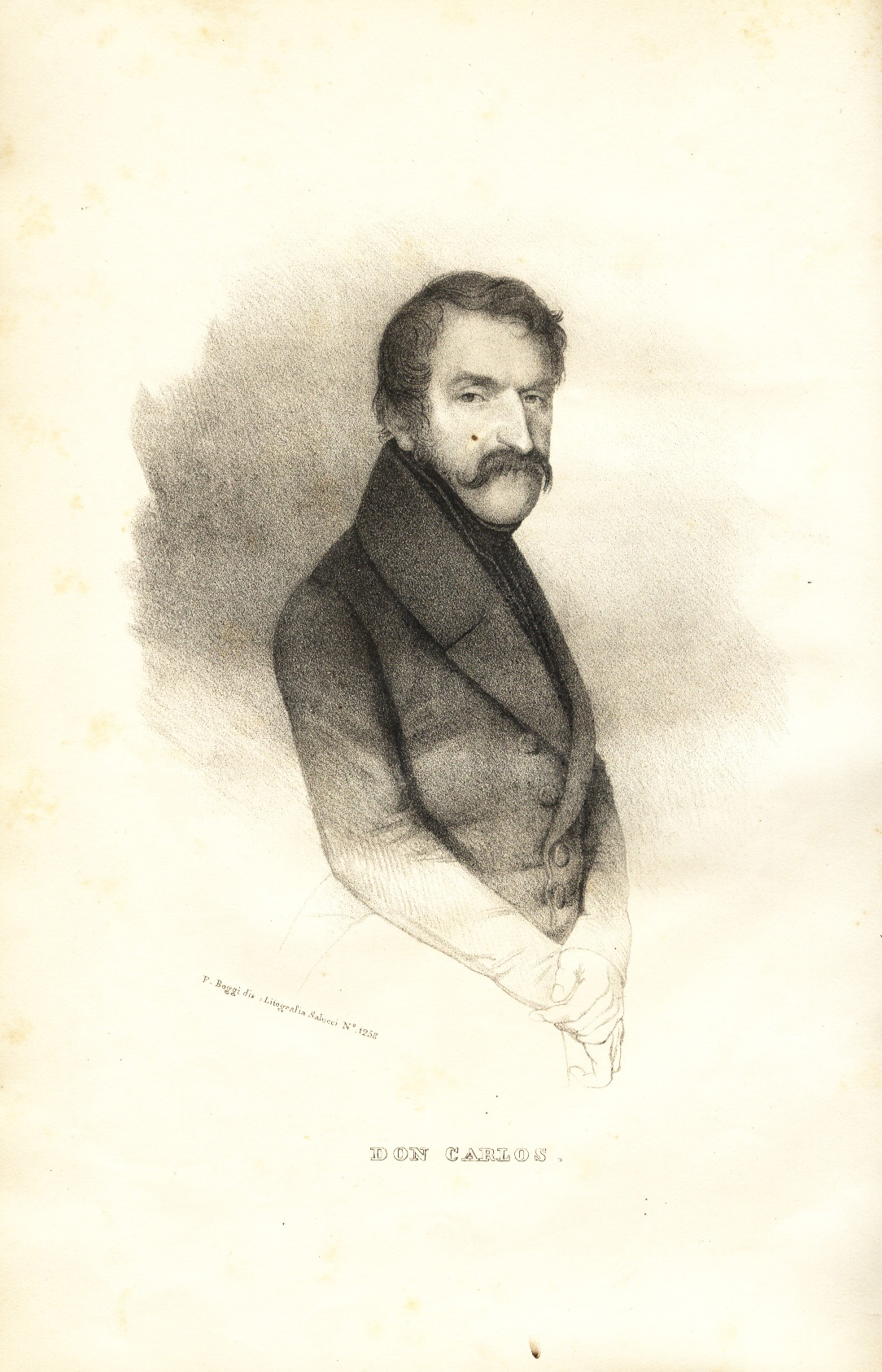
Carlos María Isidro de Borbón. Litografía según dibujo de Isidoro Magués. 1837.

El cura Merino era de los más acérrimos partidarios del Pretendiente Carlos y levantó en armas parte de la comarca de Burgos, Soria y Valladolid. El día 15 de octubre llegó a Roa su orden de que los voluntarios realistas y cuanta gente de armas pudieran reunirse, iniciase la marcha hacia la comarca de Villafranca Montes de Oca. 

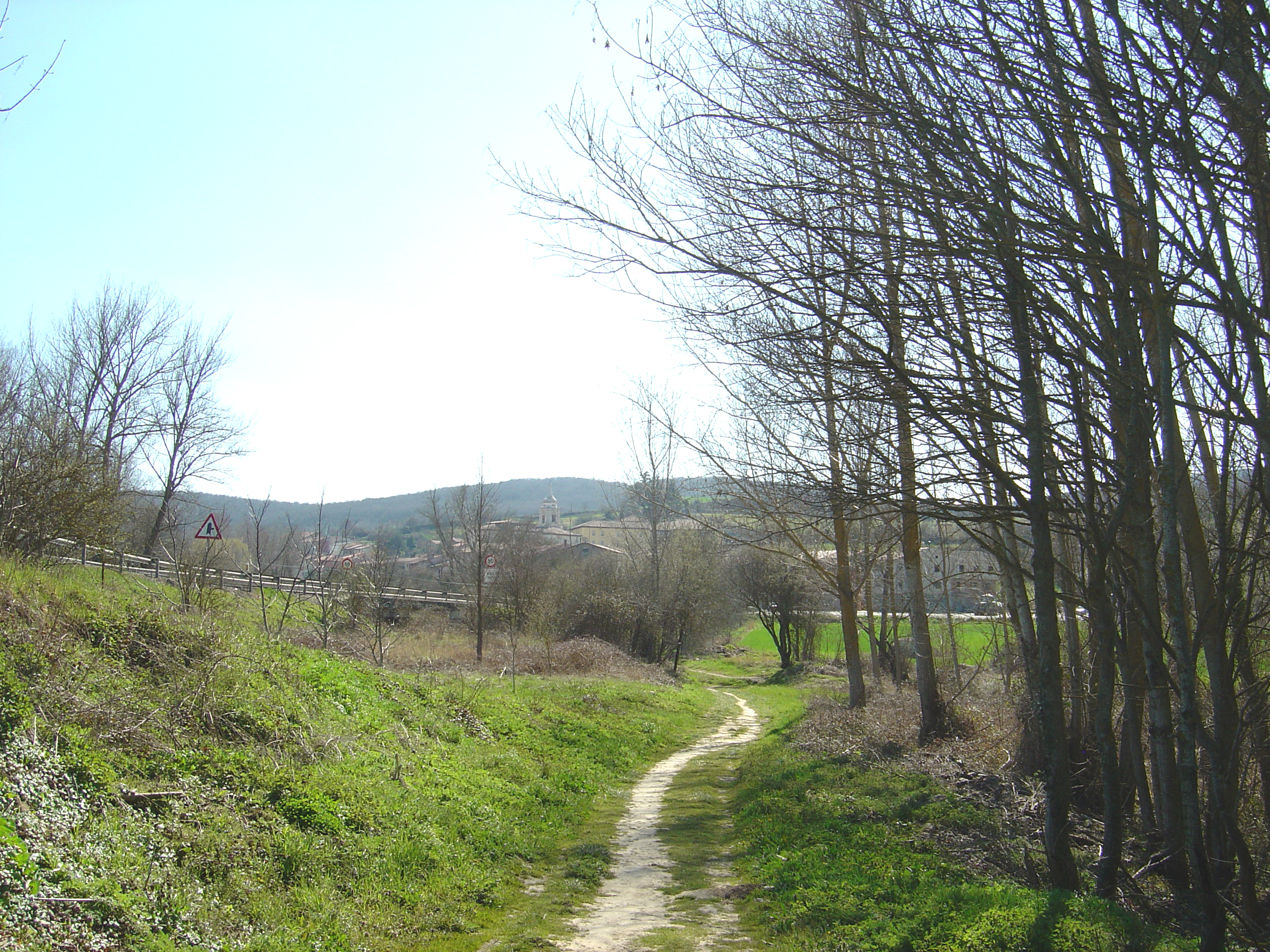
Villafranca Montes de Oca. Burgos.

Gregorio González, jefe de los voluntarios realistas de Roa, acató inmediatamente las órdenes y tomando 6000 reales de la caja del Ayuntamiento, se dirigió con su gente al lugar de encuentro señalado. Merino había sido un buen jefe guerrillero, pero no estaba capacitado para organizar un ejército. Las numerosas gentes reunidas no recibieron ni jefes ni órdenes para formar batallones. Llegando noticias de que tropas regulares, fieles a Isabel, se acercaban a ellos desde Lerma, Burgos y Navarra, y siendo tiempos de vendimia, de trabajos en los lagares y época de labranza, los labradores congregados comenzaron a volver a sus casas, disolviéndose el aparente ejército, sin que se diera enfrentamiento armado importante alguno, huyendo Merino a Portugal, donde había establecido su corte el Pretendiente. 

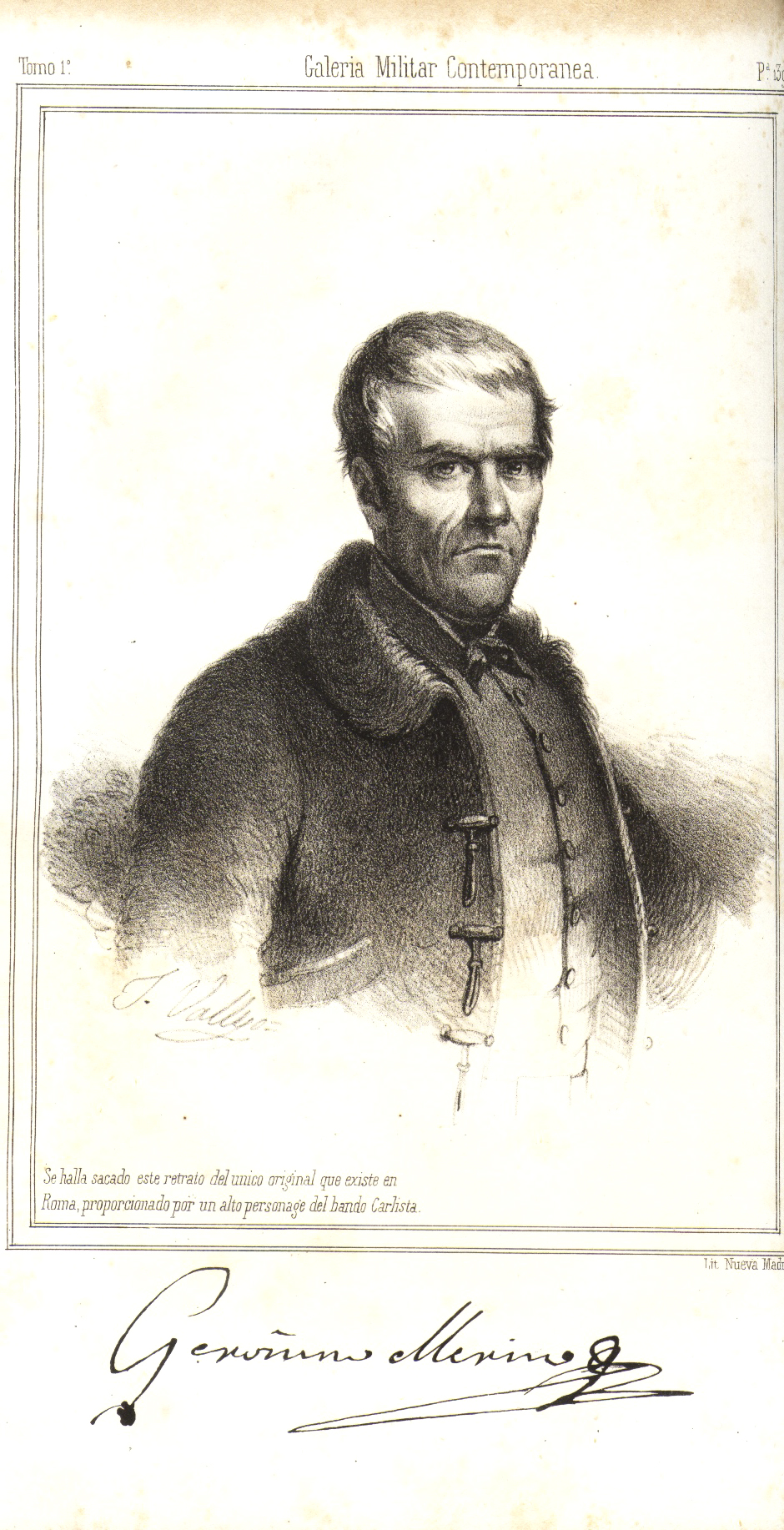
Gerónimo Merino. Litografía de 1845.

Gregorio González fue muy osado al volver a Roa, ya que habiendo levantado gente en armas contra el gobierno isabelino, debía haber sido condenado a muerte. Vicente Genaro Quesada, capitán general de Castilla la Vieja, había ordenado que todo carlista hecho preso con armas en la mano fuese pasado por las armas en el término de cuatro horas. Ante la petición que le hizo el arzobispo de Burgos, considerando insuficiente el tiempo de cuatro horas «...para prepararse debidamente y asegurar el terrible paso a la eternidad......tenga a bien...concediendo el término de 24 horas», Quesada había respondido que «...será inútil la menor o mayor concesión de tiempo para ejecutarlos». Los liberales de Roa se limitaron a desarmar a sus seguidores, González Arranz tuvo que devolver los 6000 reales que había tomado del Ayuntamiento, perdió sus cargos, fue encarcelado en varias ocasiones, pagando fuertes multas para recuperar la libertad, y las tropas isabelinas que hacían tránsito por la localidad se proveían gratuitamente en su despensa y bodega. Acabó siendo desterrado a Valladolid, no recibiendo allí pasaporte para regresar a casa hasta finales de 1834. Cuando volvió, de acuerdo con su esposa, decidió «...ocultar el dinero, en previsión de ser algún día sorprendido y robado. La mayor parte del vellón o calderilla, que pasaba de ocho mil reales, la guardé dentro de doce fardos que enterré en un hoyo profundo, practicado en la esquina del corral que linda con la casa del vecino...una vez tapado el hoyo, no se notaba nada. El oro y la plata, en cantidad de ciento y tantos mil reales los escondimos en la bodega. Mi esposa quedó en el cuidado de guardar las llaves y bajar ella misma cuando hiciera falta algo».
Al año siguiente, el 30 de mayo, Merino asaltó Roa y saqueó e incendió numerosas casas de ciudadanos liberales. Gregorio González, ante el desastre que las gentes de Merino estaban realizando, se alejó del lugar, llevando consigo a un grupo de personas liberales que de este modo salvaron la vida. Este hecho hizo que dejase de ser represaliado y «... libre de cuidados pasé muchos días sin levantar mano, ordenando mis cuentas y negocios. Fue un trabajo largo y penoso, pero de mucha utilidad, por que (sic) me permitió sanear mi fortuna, limpiándola de enredos y trabacuentas».

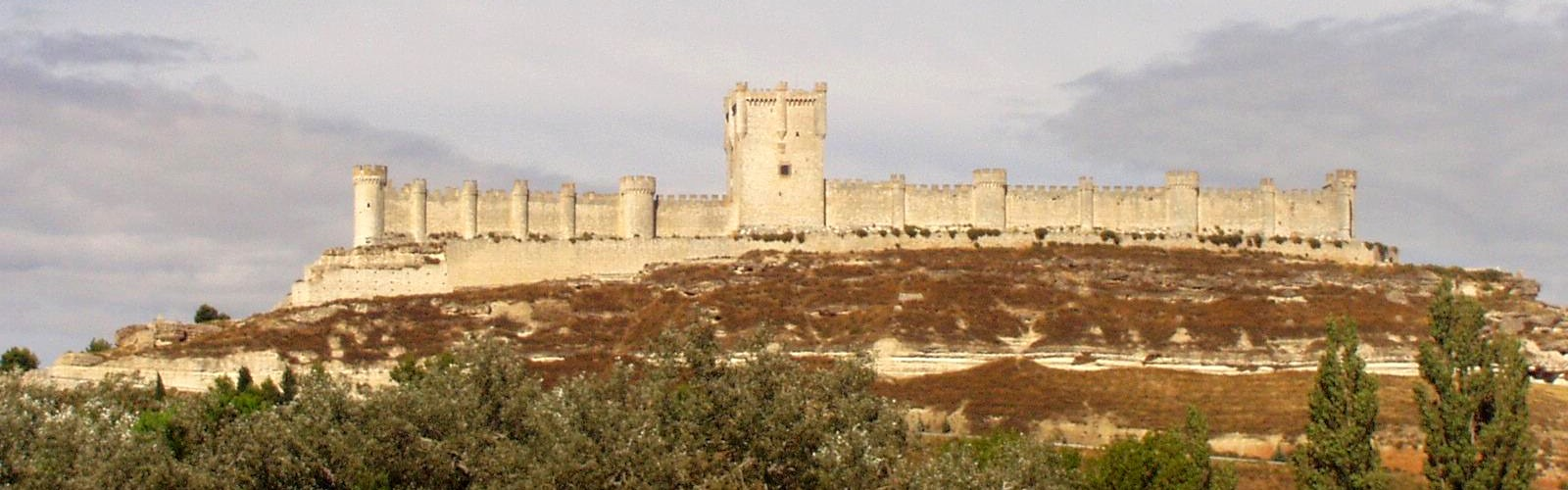
Castillo de Peñafiel.

En junio de 1836, una expedición carlista capitaneada por Basilio García, llevando como lugarteniente a Juan Manuel Balmaseda, antiguo conocido de González Arranz, partió de Navarra, cruzando el Ebro por el vado de Agoncillo y penetró en Castilla. González Arranz dice que «Desde que se recibieron en el pueblo las primeras noticias con la aproximación de la columna carlista, para evitar que los liberales me apresaran en rehenes, me había salido del pueblo seis días antes, durante los cuales me oculté en los sembrados y en los tarajes de la ribera». Antes de que llegasen los carlistas, los liberales más distinguidos de Roa se habían refugiado en el castillo de Peñafiel, por lo que volvió a casa. Los liberales que permanecían en la localidad le pidieron que se hiciese de nuevo cargo del Ayuntamiento y recibiese a los carlistas y cuidase «...de que no se cometiesen atropellos en las familias de los liberales huidos». Consiguió hacerlo aunque la población tuvo que aprovisionar con prodigalidad a la tropa carlista. Al anochecer, la columna continuó la marcha, dejando el médico de la tropa a González Arranz a su hijo de siete años para que lo guardase hasta su regreso, hecho que pensaban realizar pocos días después. Pero no volvieron, ya que el ejército isabelino les cortó el paso, obligándoles a internarse en Soria y desde allí volver a Navarra. Regresaron los liberales que se habían refugiado en Peñafiel y a pesar de su buen proceder a favor de ellos, venían con intención de fusilarlo y capturar al niño que le habían entregado en custodia, mas una de las personas liberales de prestigio que había conseguido que no fuese molestada por los carlistas, los ocultó unos días en su casa, pero, finalmente, con el niño y con dos de sus hermanos, uno de ellos era cura, huyó para refugiarse en los montes de Burgos y Soria. 
Fueron encontrando acogida en Aldeanueva de la Serrezuela, Quintanilla de Nuño Pedro y Aldea del Pinar. González Arranz conseguía mantener contacto a través de amigos con su mujer que le proveía de dinero, pero vivían en constante peligro de ser delatados por alguien que transitase por donde estaban y lo reconociese, ya que tanto el boletín de Soria como el de Burgos habían publicado una requisitoria de búsqueda y captura de él y del niño. Cuando tuvieron noticia de que la expedición carlista del general Miguel Gómez Damas se estaba retirando y había de pasar por la provincia de Soria, fueron a su encuentro, encontrándola el 13 de diciembre en Huerta de Rey. Decidieron unirse a ella y marchar a las provincias vascas, pero ya al día siguiente, llegando a Santo Domingo de Silos, al apreciar que el excelente y disciplinado ejército de Gómez que había salido de Vizcaya en junio se componía ahora de soldados indisciplinados que robaban cuanto encontraban, temieron por sus vidas. Abandonaron a Gómez, volviendo a refugiarse en los pueblos en los que antes habían encontrado cobijo y con ayuda de unos curas consiguieron hacer llegar al niño a Soria donde fue recogido por un enviado de sus abuelos que residían en Vich.

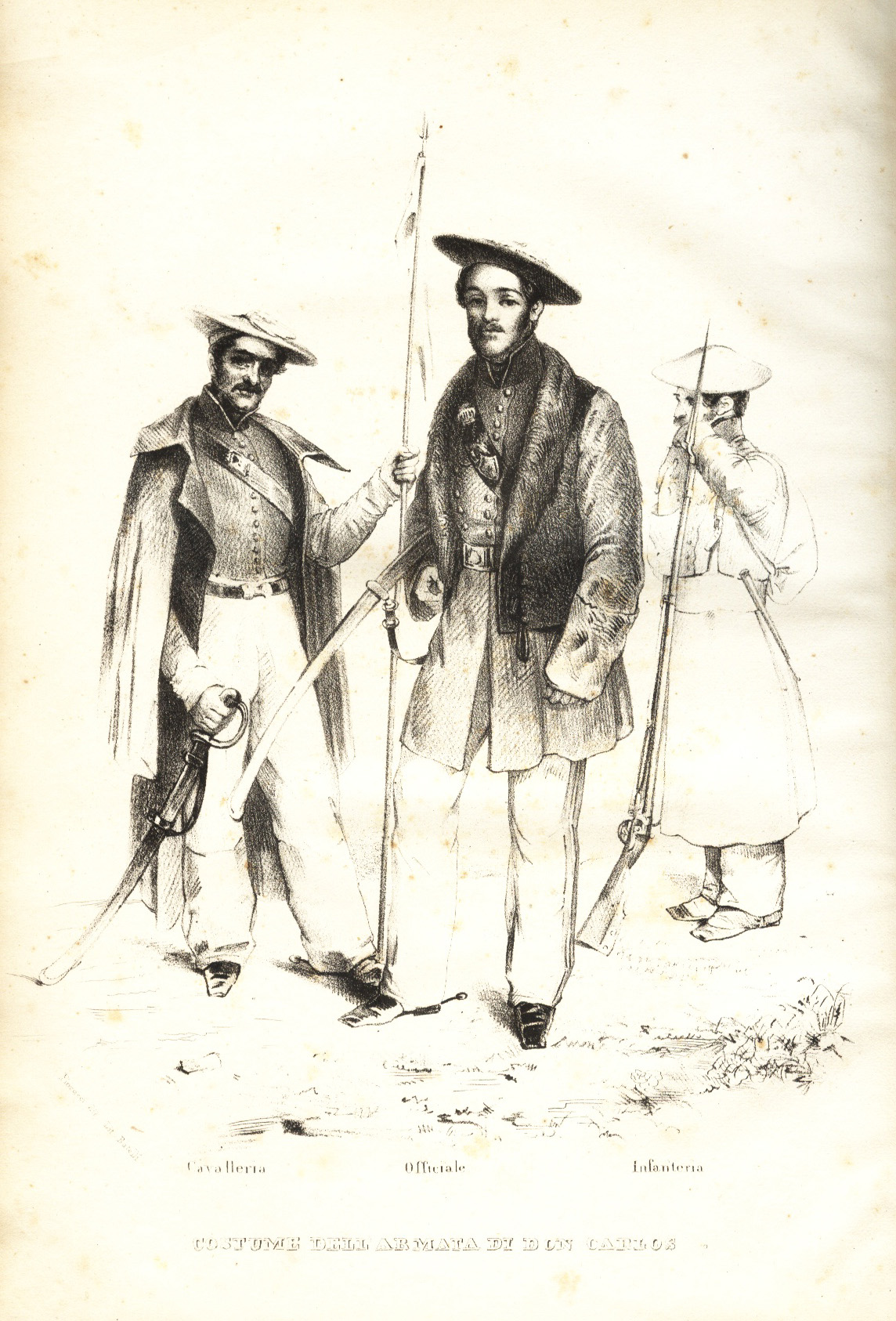
Tropas del ejército carlista.

Un ejército carlista vasco-navarro, formando un importante contingente conocido como Expedición Real, abandonó Navarra en mayo de 1837 y por Huesca se dirigió a Cataluña, pasando el Ebro y reuniéndose con las fuerzas que Ramón Cabrera sostenía en el Maestrazgo desde donde habían de marchar unidos sobre Madrid. Las tropas isabelinas que habían estado cercando la tierra ocupada por los carlistas en el país vasco-navarro, dejaron esta frontera muy desprotegida al marchar tras la expedición carlista, librando varias batallas sin lograr contener su avance.
El 24 de julio, otra expedición carlista formada por unos 4000 hombres y al mando de Juan Antonio de Zaratiegui, abandonó el país vasco-navarro, cruzando el río Ebro entre Haro y Miranda de Ebro y sin encontrar apenas resistencia, avanzó rápidamente por Burgos, ocupando Valladolid y Segovia y enviando partidas que recorrieron las provincias de Palencia, León, Zamora y Salamanca.
Un alemán, oficial carlista, August von Goeben, participaba en esta expedición. Dice: «Nuestra pequeña División había cobrado una extraordinaria confianza; como habíamos superado tantas dificultades y como las masas enemigas nos abandonaban el campo sin lucha, creía el pueblo que conquistaríamos Castilla de modo permanente...».
González Arranz volvió a casa, y siendo inmediatamente nombrado alcalde mayor de Roa, ordenó el alistamiento de voluntarios realistas y facilitó alojamientos, raciones y bagajes a las tropas carlistas de Zaratiegui que se encontraban en tránsito. «Diariamente recibía partes de los ochenta pueblos de la comarca. Tenía la casa y la cuadra siempre llena de hombres y caballos preparados para transmitir aquellos al general...».
Goeben confirma la adhesión a la Constitución que existía en Roa cuando dice: «...en la villa de Roa, situada a la orilla derecha del río, reinaba al acercarse nuestros batallones un adusto silencio, lo que contrastaba violentamente con la satisfacción de toda la región».

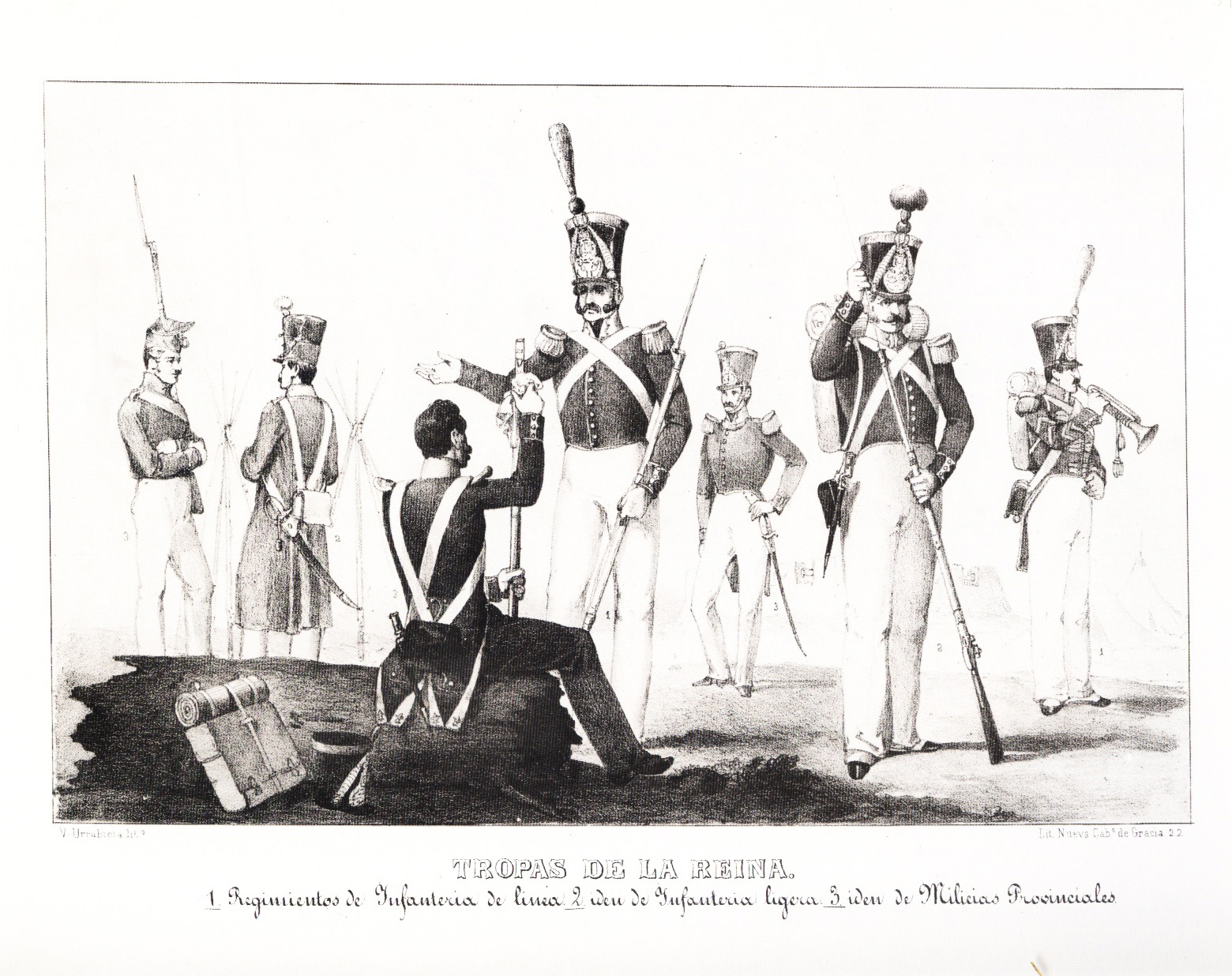
Tropas del ejército isabelino.

El grueso del ejército de Zaratiegui esperaba en Aranda de Duero órdenes para reunirse con la Expedición Real que avanzaba desde el Maestrazgo hacia Madrid. Pero habiendo ésta llegado a la vista de la capital del reino, fue rechazada por el general isabelino Baldomero Espartero, iniciando la retirada hacia el norte. En Aranda de Duero se encontraron ambas expediciones carlistas desde donde fueron empujadas por Espartero hacia el territorio del que habían partido, sin librar combates importantes, ya que el general isabelino tenía a sus tropas muy cansadas, mal abastecidas y no quería exponerlas inútilmente. Además, deseaba que el ejército carlista volviese derrotado a la tierra vasco-navarra, llevando el desaliento a la población por la carga que suponía volver a tener que mantenerlo, así como para fomentar las desavenencias que se estaban creando entre las tropas de las cuatro provincias vasco-navarras, culpándose unas a otras del fracaso de la Expedición, lo que haría más propicio finalizar la guerra mediante un convenio sin derramar ya aún mucha más sangre. González Arranz se unió a la tropa carlista que se retiraba: «A las diez de la mañana del día 28 de septiembre salimos de Roa por la puerta de San Esteban. Y otra vez cambió mi vida, entregándome a los azares y penalidades de la guerra».

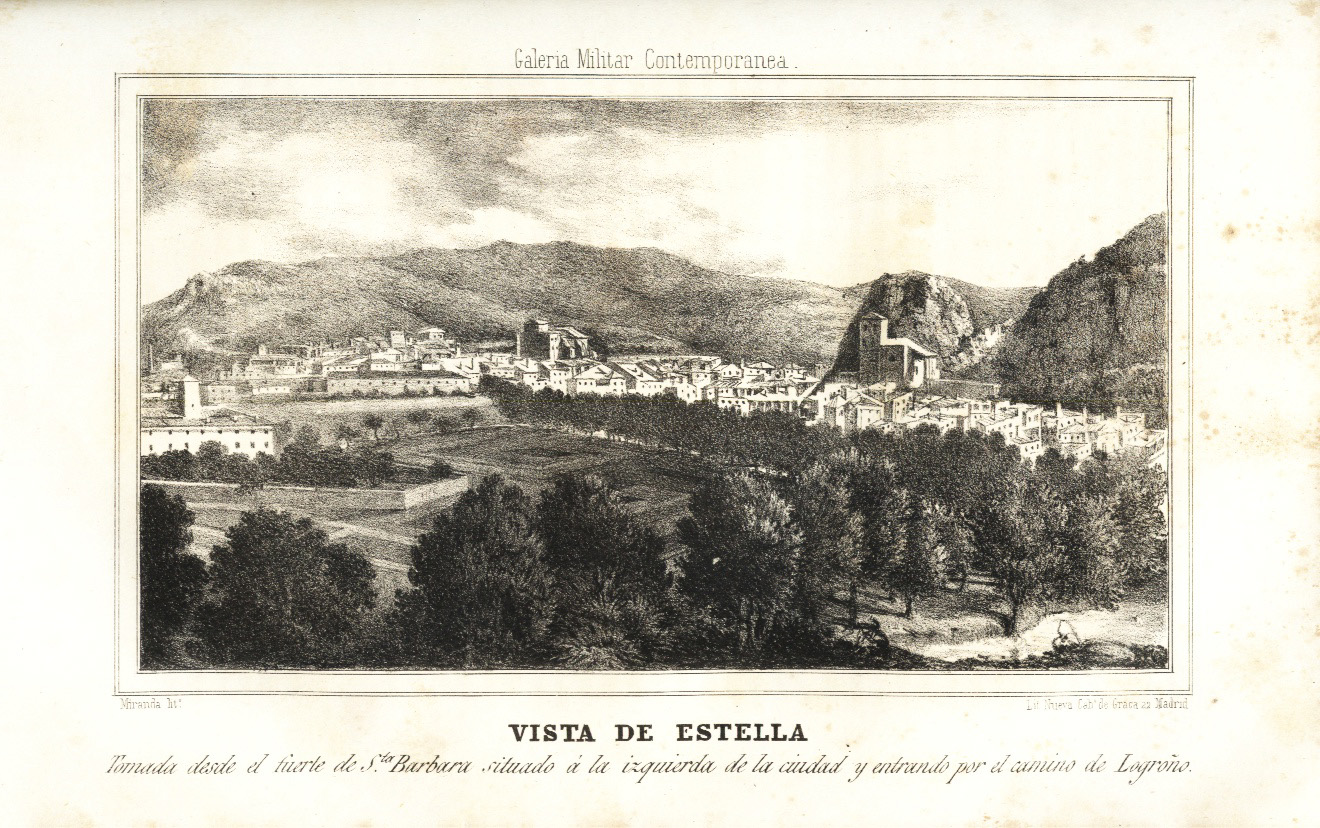
Estella. Litografía de 1845.

Llegados a Vizcaya, fue nombrado capitán de una compañía que realizaba rápidas expediciones de saqueo en Cantabria y norte de Burgos. Tenía amigos influyentes y fue recibido varias veces por el Pretendiente que ordenó que fuese nombrado «...alcalde mayor perpetuo de Roa y su comarca», siendo agregado al cuartel real de Estella, y adquiriendo el rango de teniente efectivo del ejército. Días más tarde pensó que el cargo de alcalde le volvería a exigir mucho trabajo y responsabilidad, por lo que renunció a él, solicitando ser Administrador de Rentas Reales, ya que «...los administradores recibían buen trato, eran estimados en la villa y dejaban viudedad en caso de fallecimiento...cuatro días después recibí el real nombramiento, que conservo, sin que el curso de las circunstancias me permitiera tomar posesión del cargo».
Al partir una nueva expedición carlista al mando de Ignacio de Negri hacia Castilla a mediados de marzo de 1838, González Arranz participó en ella, mandando una compañía. Esta tropa tenía poca fuerza y estaba mal aprovisionada por lo que las fuerzas isabelinas la obligó a refugiarse en los montes de Soria. Ante su desesperada situación, Negri mandó a González Arranz con pliegos para ser entregados en mano al Pretendiente, pidiendo auxilios. Marchó el comisionado y consiguió llegar a Estella y días después abandonó el territorio carlista llevando la contestación para Negri, pero apenas había penetrado en territorio enemigo, cuando se enteró de que la tropa que buscaba había sido aniquilada en un enfrentamiento en el Puerto de la Brújula en Burgos el 27 de abril, por lo que volvió al territorio carlista.
Principiando el año 1839, Espartero decidió poner en marcha otra de sus estrategias para terminar la guerra, gravando al enemigo: ordenó que todas las familias que habitaban en provincias cercanas al territorio enemigo vasco-navarro y que tenían algún familiar militando allí en el ejército carlista, fuesen obligadas a abandonar sus residencias y trasladarse a ese territorio. La penuria de víveres entre los carlistas en el país vasco-navarro se vio así acrecentada notablemente con la llegada de los paisanos desplazados. Los combatientes carlistas "castellanos" que residían aquí nunca habían sido bien acogidos por sus habitantes, pero ahora, viendo éstos mermadas sus provisiones y siendo obligados a dar alojamiento a los "castellanos" desplazados, se encrespó notablemente la enemistad. Entre las gentes que llegaron se encontraba también la mujer y los cuatro hijos de González Arranz. 
Este seguía relacionándose mucho con los políticos y militares, era observador y fue de los primeros que comprendió que la guerra estaba perdida. En julio de 1839, Espartero había comenzado a ocupar Vizcaya encontrando poca resistencia, ya que los batallones carlistas vizcaínos hacían patente su deseo de acabar con la guerra, circulaban rumores de que realizaban gestiones de paz entre Espartero y el jefe carlista Rafael Maroto, y en Navarra había batallones que se insubordinaban, negándose a combatir fuera de su provincia. Sin embargo, en la corte del Pretendiente en Azpeitia, totalmente ignorante este y los dignatarios de la situación, existía un optimismo basado en la creencia de que Maroto había permitido entrar a Espartero en Vizcaya, tendiéndole una trampa, para arrollarlo al llegar a Guipúzcoa. Ante esta pésima situación tanto política como militar, temiendo ser ejecutado si caía prisionero, desconociendo el trato de favor que habría recibido al ser considerado militar con el Convenio de Oñate que se firmaba aquel mismo día, dejó en Guipúzcoa a su familia y abandonó España el 29 de agosto por Vera de Bidasoa. Recibió en la aduana francesa un pasaporte de refugiado político y «...fui andando por la carretera, camino de Bayona, carretera que me pareció un camino del cielo, después de los que había recorrido en España».

## Exilio
El gobierno francés le hizo fijar su residencia en Montaigne-au-Perche y allá marchó a pie recibiendo los cinco sous por legua recorrida que en este país daban como socorro a los que, careciendo de medios, eran obligados a transitar por Francia. Llegado a su destino, comenzó a recibir la paga de veintiséis francos mensuales señalada por el gobierno francés a los refugiados, además de ser generosamente auxiliado por los legitimistas franceses «...facilitándonos los alimentos y todo lo necesario». Realizó indagaciones sobre su familia, pensando que quizá también había logrado pasar a Francia, pero no obteniendo resultado, se dirigió al cura de Aldeanueva de la Serrezuela, el cual consiguió comunicarle a principios de 1840 que su mujer con sus hijos se había establecido en Aranda, ya que los liberales de Roa le hacían difícil su estancia en esta localidad, por lo que el matrimonio consideró imposible volver a establecerse en ella, acordando que ella emprendería el largo viaje para reunirse con él en Francia. La mujer se trasladó a Roa, vendió los muebles de la casa y se preparó para ponerse en camino. 

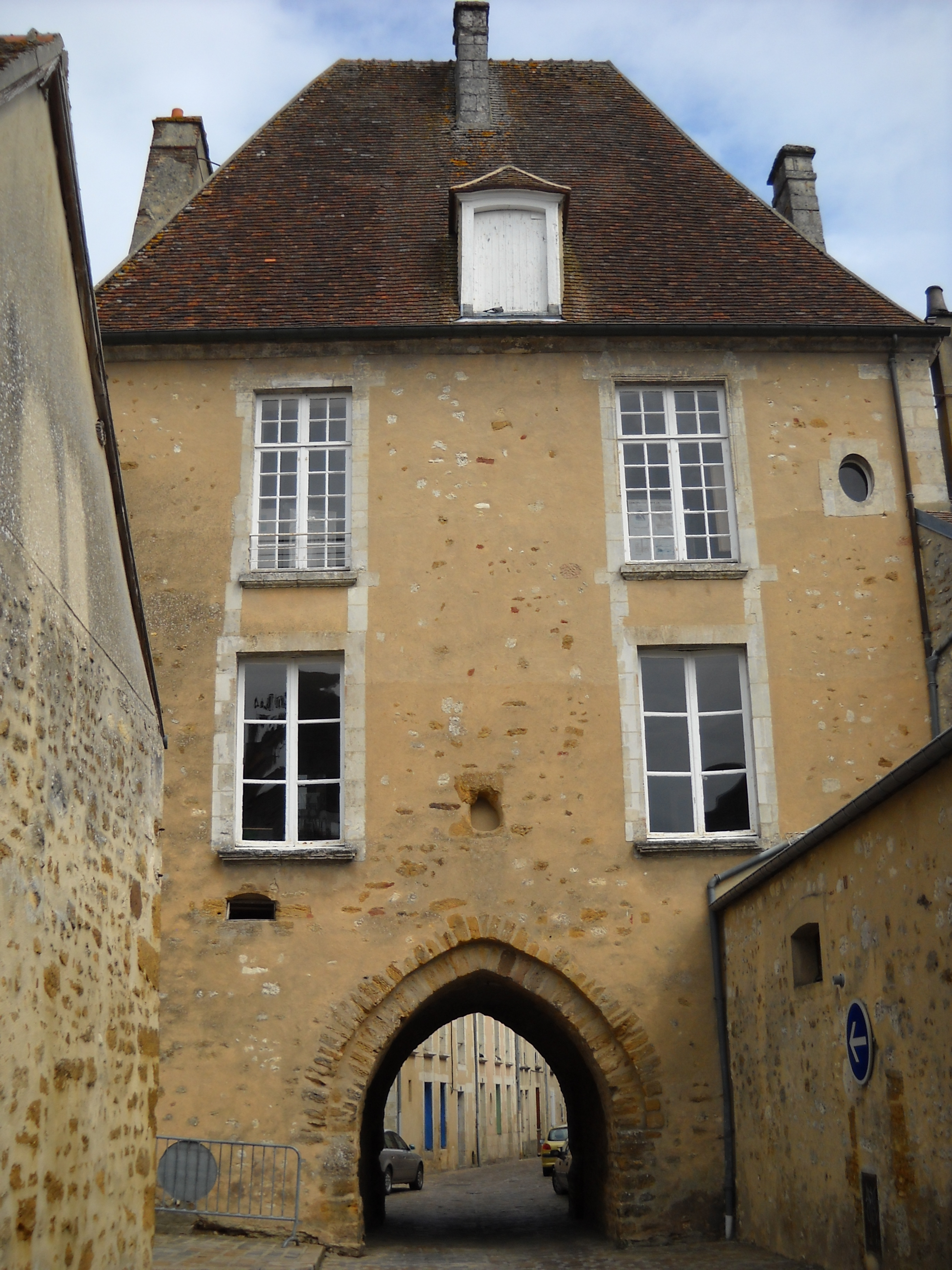
Mortagne-au-Perche - Portail Saint-Denis.

Balmaseda no había aceptado en 1839 la paz del Convenio de Oñate, poniéndose a las órdenes de Cabrera en el Maestrazgo. Cuando allí en 1840 acabó definitivamente la guerra al huir Cabrera a Francia, Balmaseda, a la cabeza de una partida de caballería que no quería entregarse a Espartero, realizó una intrépida galopada por tierras de Teruel, Soria, Burgos, Vizcaya, Guipúzcoa y Navarra, consiguiendo llegar a Francia. Su itinerario le hizo pasar por Roa, localidad que saqueó, dando fuego a muchas casas. La mujer de González Arranz precipitó su marcha, temiendo las represalias y «... al salir, presenció cómo el fuego destruía su propia casa». El 22 de junio de 1841, el matrimonio González Arranz y sus cuatro hijos volvieron a estar reunidos en Mortagne-au-Perche. González murió en Francia, en Nantes (Loire-Atantique) el 6 de abril de 1868. Su hija Anastasia se casó en 1852, en Alençon (Francia, Normandía), con Toribio del Pozo de la Peña, sobrino nieto de El Cura Merino.

## Sus memorias
Habiendo de nuevo enviudado y perdido por enfermedad un hijo, determinó hacia el año 1845 escribir sus Memorias: «Conociendo lo mucho provechoso que debe ser para mi triste familia el poner en claro lo que ha pasado y me ha ocurrido en el tiempo que Dios se ha servido conservarme la salud hasta el día, me ha parecido conveniente formar este librito».
El manuscrito «...formando un tomo bien encuadernado y en excelente estado de conservación, apareció en un baratillo de libros viejos en la ciudad de Lisboa...» donde fue adquirido en el año 1920 por Thomas de Mello Breyner que se lo regaló en 1933 al escritor Sebastián Lazo. Este lo prologó, siendo editado en 1935. 
Sebastián Lazo dice que el mayor mérito de estas Memorias es su sinceridad, ya que González Arranz confiesa que todas sus desventuras provienen de su participación en la ejecución de El Empecinado y no omite detalle al describir este terrible episodio que hubiera podido hacer menos odiosa su actuación. «No pretende alejar la nube de odio que envuelve su nombre, ni trata de confundir a sus acusadores, ni defenderse de sus enemigos...lo dice todo, sencilla, noblemente». Así, ni tan siquiera calló esos 10 kilómetros que hizo marchar al Empecinado a pie, delante de su caballo y llevando él el cabo de la cuerda con que tenía amarrados los brazos, ni tampoco dejó de dar testimonio de los desmanes de Merino y Balmaseda realizados en Roa, los de Gómez en Huerta de Rey y Santo Domingo de Silos, ni los de la fase final de la retirada de la Expedición Real.

## Observaciones contextuales
Al morir Fernando VII, fueron muchos los que defendían los derechos a la Corona de su hermano Carlos, estando convencidos de que este la obtendría, ya que confiaban contar con el apoyo del Ejército. Al mantenerse este fiel al testamento del rey difunto, únicamente en las Vascongadas y Navarra se constituyó un régimen carlista. Los que en el resto de España habían manifestado su apoyo al Pretendiente fueron en gran parte vigilados, represaliados y apartados de sus cargos. Ante ello, muchos se decidieron a abandonar sus residencias para unirse con los carlistas vasco-navarros. Los más pudientes lo hicieron embarcando, llegando a Francia y pasando desde allí a Navarra. Otros lo hicieron marchando hacia la cabecera del Ebro y franqueando por allí la frontera del territorio en guerra. Y otros muchos consiguieron llegar al unirse a las expediciones carlistas que habiendo salido del territorio vasco-navarro, habían penetrado en territorio isabelino y, bien por fracasar sus intentos de sublevar al país, bien tras haberse hecho con un importante botín producto de sus saqueos, volvían a la tierra de la que habían partido. Ocurría que cuando llegaba una expedición carlista, los ingenuos adictos al Pretendiente creían que la tropa llegada tenía intención de quedarse, estableciendo en su localidad el régimen absolutista. Pero las expediciones carlistas nunca se detenían sino continuaban presurosas sus marchas, siempre acosadas y siempre en búsqueda de nuevo botín. Los carlistas "castellanos" que con fervor los habían recibido, quedaban desolados al presenciar su marcha, ya que el hecho de haber acogido al enemigo de los isabelinos les hacía presagiar que serían castigados. Por ello, los más decididos se unían a la expedición, consiguiendo llegar al territorio vasco-navarro, siendo así muchos los "castellanos" no militares que acabaron asentándose allí. De su gran número dan el mejor testimonio las protestas de los comandantes de la Expedición Real, ya que cuando ésta partió, se había permitido que gran número de "castellanos" no militares la acompañasen, entorpeciendo notablemente la marcha. Estas personas que se unieron a la Expedición estaban convencidas de que aquel importante ejército había de llegar a Madrid y conseguiría imponer allí como monarca al Pretendiente, tras lo cual ellos podrían volver a sus tierras y recuperar sus bienes perdidos. 
Pero así como los que entonces escribieron la historia carlista dieron importancia en facilitar datos de los "castellanos" prominentes como Maroto, Negri, José Arias Tejeiro y otros que se unieron a las carlistas vasco-navarros, muy poco se sabe de los anónimos "castellanos". Bien es verdad que en los periódicos isabelinos se publicaban con frecuencia cartas escritas por "castellanos" en el territorio vasco-navarro y que enviadas a sus parientes que se encontraban en territorio isabelino, habían sido interceptadas. Pero dado que en todas ellas predomina el pesimismo, relatando la mala situación en que se encuentra el territorio carlista, empleándose en algunas de ellas incluso el despectivo término "jauna" para los dirigentes vascos, teniendo en cuenta que también los responsables carlistas interceptaban la correspondencia y el hecho de emplear ese término podía suponer un fuerte castigo al que la había escrito, hace pensar que, al menos en parte, las cartas publicadas no eran auténticas sino que provenían del gabinete conspirativo creado por Eugenio de Aviraneta.
Por ello, la casi carencia de otras fuentes sobre las circunstancias vitales de estos "castellanos" carlistas da excepcional importancia a los datos facilitados por González Arranz en sus Memorias.